# Tifo

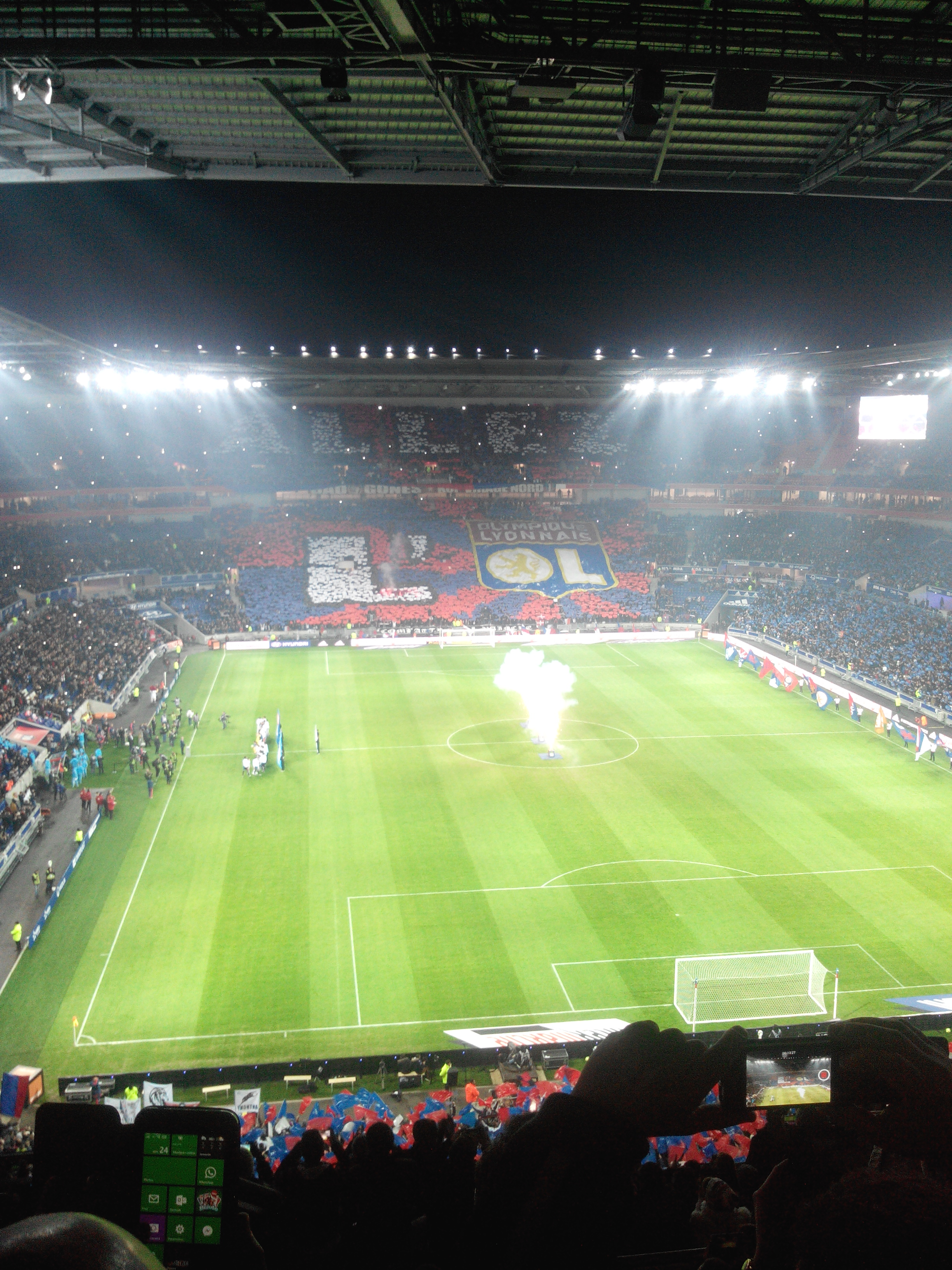
Supporters de l'Olympique lyonnais réalisant un tifo au Parc OL pour la réception de l'Olympique de Marseille.

Dérivé d'un terme désignant, en Italie, le soutien fervent d’un sportif ou d’une équipe sportive, un tifo est une animation visuelle généralement organisée par des supporteurs d'une équipe, surnommés dans certains pays tifosi ou aficionados, dans les tribunes d'un stade ou circuit accueillant une rencontre sportive. Cette activité est pratiquée dans les milieux du football, du basket-ball et de la Formule 1. L'objectif du tifo est de remplir la tribune entière afin de former un motif de grande envergure, évoquant les couleurs du club soutenu, dans le but de décorer les tribunes.

## Étymologie et sémantique
En italien, tifo signifie typhus au sens propre. Dérivant du verbe italien tifare, « supporter », il signifie enthousiasme ou fanatisme au sens figuré. Le verbe a donné le terme de tifoso (pluriel : tifosi) donné aux supporters italiens.
À l'origine, le tifo désigne le phénomène social dans lequel un individu ou un groupe s’engageant dans le soutien fervent d’un sportif ou d’une équipe. Il s’exprime dans les stades par un ensemble d’animations vocales et visuelles réalisées par les supporters, ou tifosi.
Le terme a pris un sens restreint en France et dans le reste de l'Europe, désignant les chorégraphies et animations visuelles, organisées, planifiées et d'envergure sur une tribune.

## Principe

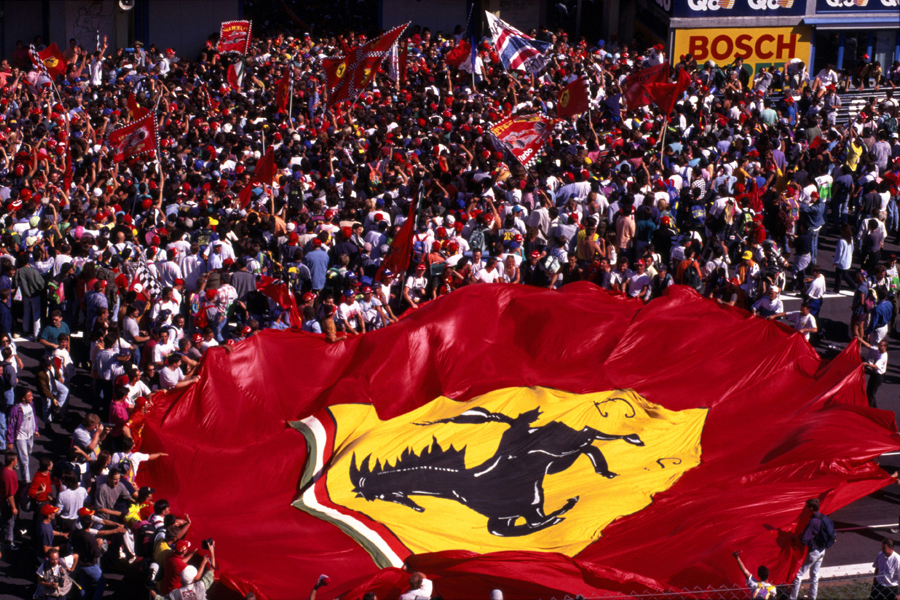
Tifo de supporters de Ferrari lors du Grand Prix automobile d'Italie à Monza en 1996.

Au sens français du terme, le tifo est une chorégraphie visuelle effectuée à l'aide d'accessoires confectionnés avec des matériaux divers. La durée de préparation varie en fonction de l'animation : un dessin complexe nécessite une préparation des semaines voire des mois à l'avance, et implique nombre de supporters. Des clubs eux-mêmes planifient parfois un tifo en l'absence de groupes de supporters capables d'en faire. Des salariés s'en occupent, et l'événement compte moins aux yeux des supporters.
Le tifo préparé par un groupe ultra est une composante essentielle de ce type de supporteurisme. La chorégraphie met les couleurs de l'équipe dans les tribunes et donne du rayonnement au groupe de supporters, à la tribune, au club sportif, à la ville. Il est effectué à l'occasion d'un match à enjeux sportif ou historique, de rivalité entre tribunes ou entre groupes, à des dates-anniversaires du groupe de supporters ou du club sportif.
Le tifo est déployé avant le coup d'envoi ou au tout début de la seconde mi-temps. Il inaugure le match des tribunes, puis les chants des supporters et les drapeaux prennent sa place. L'animation est pilotée par les capos (italien: capi) par le biais de mégaphones et de l'installation de sono du groupe. Les consignes figurent également dans la lettre d'informations du groupe de supporters.
La qualité, l'originalité, l'audace et la régularité des tifos sont primordiales. Les groupes sont dans une compétition entre groupes rivaux, voire entre groupes du même club.

## Histoire

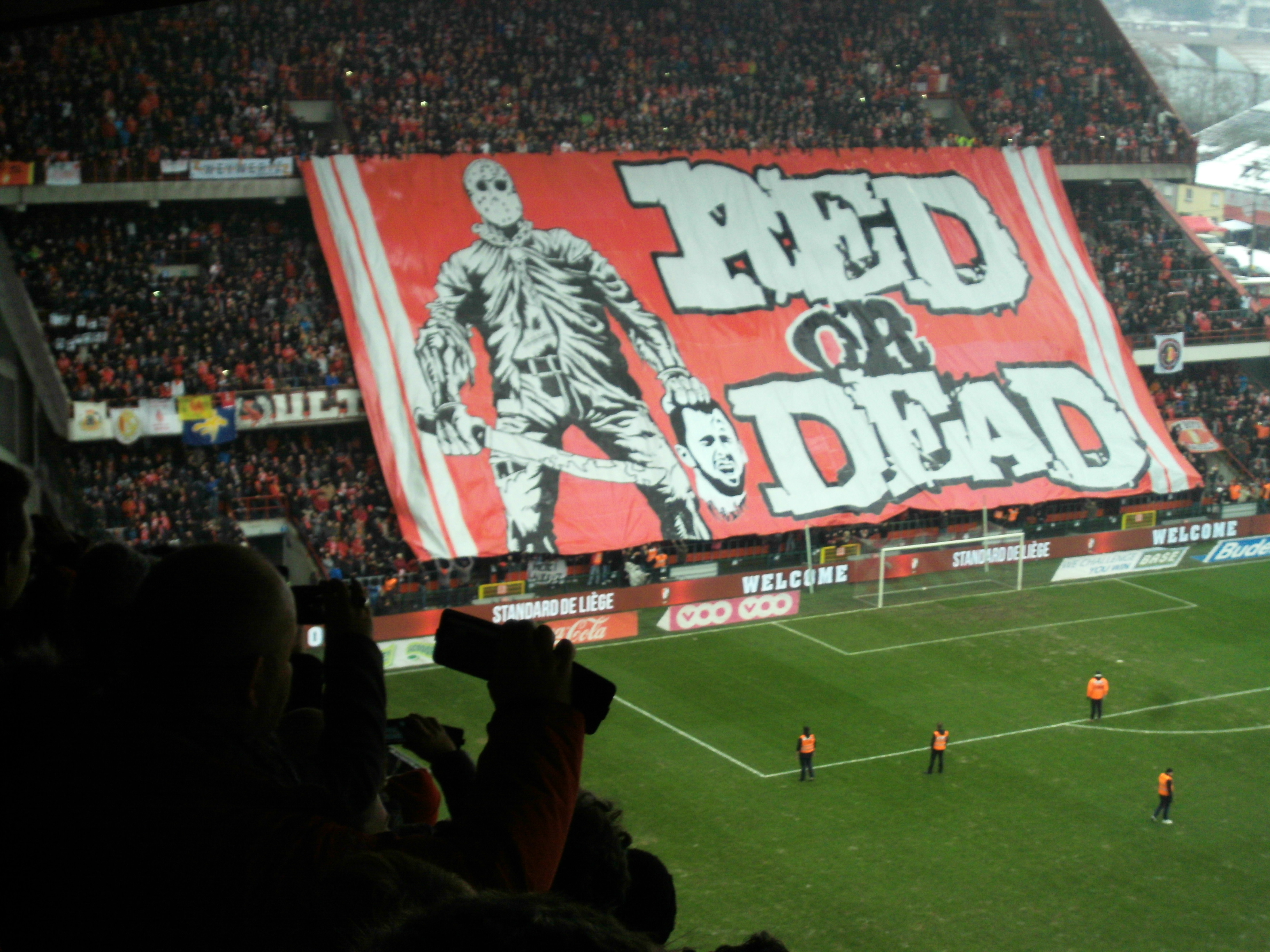
Le tifo contesté lors du match Standard de Liège-Anderlecht du 25 janvier 2015.

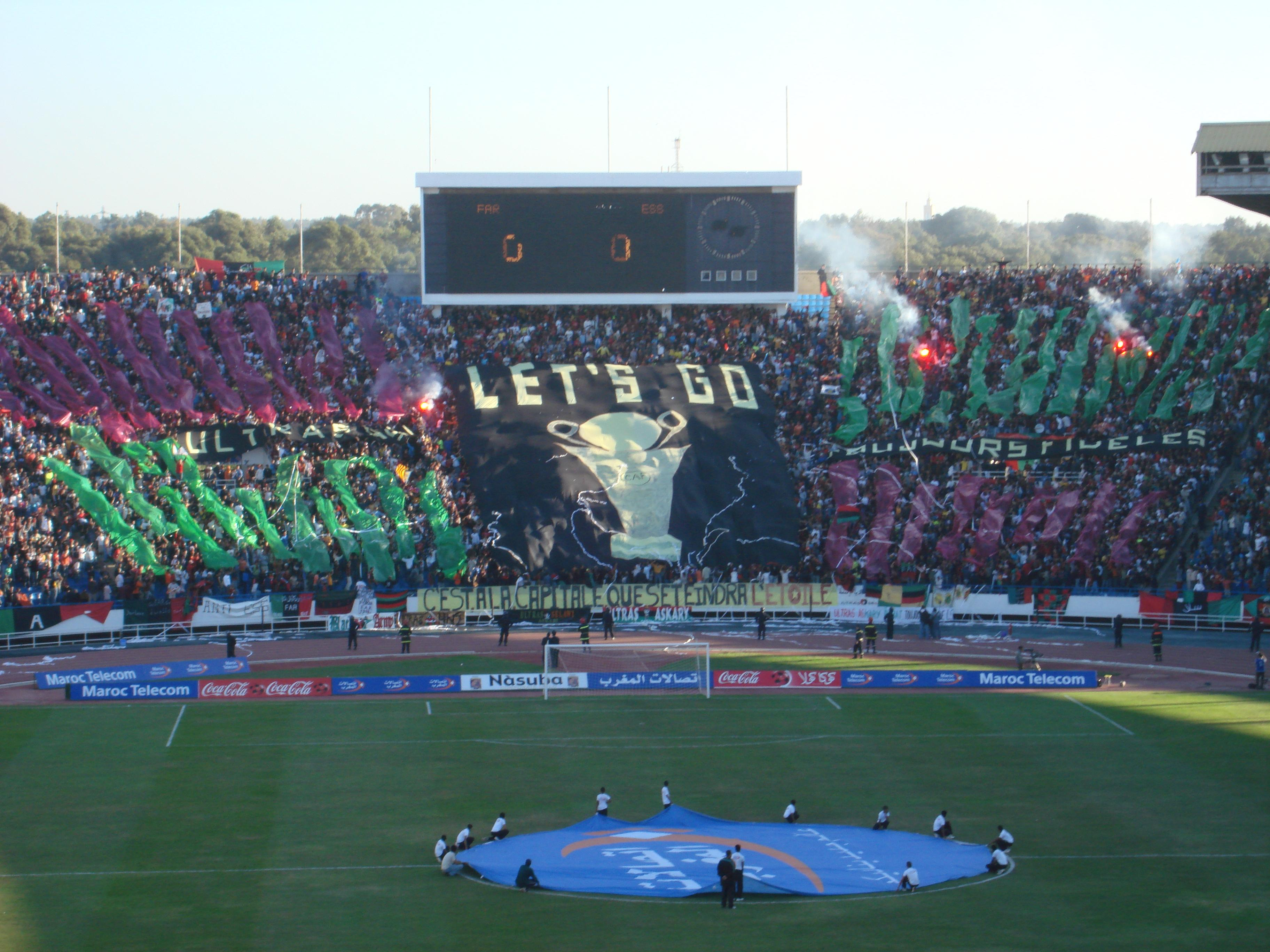
Tifo des supporters de l'AS FAR de Rabat en finale de Coupe de la confédération, le 18 novembre 2006.

La culture du tifo a émergé en Italie et dans le sud de l’Europe à la fin des années 1960 et au début des années 1970. C’est à cette époque que les mouvements ultras sont apparus et que la culture du tifo émerge comme composante du mouvement. La vogue s’est propagée dans les années 1970 et 1980 en même temps que le mouvement ultra à l’ensemble de l’Europe.
De nos jours, les tifos sont réalisés dans toutes les régions d'Europe, que ce soit les pays latins, scandinaves, anglo-saxons, slaves, russes, germaniques ou grecs. L'Angleterre est restée davantage hermétique que le reste de l'Europe à ces animations, principalement par la rareté des groupes ultras. La culture du tifo s’est propagée dans le reste du Monde, particulièrement en Amérique du Sud, parfois aussi en Asie. La mode a gagné le continent africain, et plus précisément l'Afrique du nord.
Si les tifos sont courants dans une saison sportive, certains retiennent davantage l'attention que d'autres, tout particulièrement quand ils suscitent une controverse. Le match de derby entre l'AS Saint-Étienne et l'Olympique lyonnais en 2007 est l'occasion d'un tifo contesté, représentant les joueurs lyonnais en animaux, avec une banderole disant : « La chasse est ouverte, tuez-les » ; le groupe ultra des Magic Fans est condamné en justice à une amende. En 2015, le groupe Ultras Inferno du Standard de Liège crée la polémique en déployant un tifo représentant le joueur de football Steven Defour décapité, lors du classico belge, opposant les Liégeois au RSC Anderlecht.

## Produits et matériels utilisés
- Bâches
- Feuilles en plastique ou en papier pour former une mosaïque
- Banderoles
- Drapeaux
- Mégaphone (uniquement pour le Capo)
- Confettis et papelitos
- Ballons
- Étendards
- Plastrons
- Tambours
- Ponchos
- Écharpes
- Fumigènes

L'introduction de fumigènes dans les stades est interdite pour des raisons de sécurité, mais c'est une pratique courante chez certains ultras. Suivant les législations, elle entraîne des interdictions de stade ainsi que des sanctions financières pour le club responsable des supporters fautifs.